# Phoradendron agostinorum
Phoradendron agostinorum är en sandelträdsväxtart som beskrevs av C.T. Rizzini. Phoradendron agostinorum ingår i släktet Phoradendron och familjen sandelträdsväxter. Inga underarter finns listade i Catalogue of Life.